# Peter Karlsson (Fußballspieler)
Peter Karlsson (* 4. August 1961 in Kisa) ist ein ehemaliger schwedischer Fußballspieler. Der Stürmer gewann in der Erstligaspielzeit 1985 den Titel des Torschützenkönigs der Allsvenskan.

## Werdegang
Karlsson spielte zu Beginn seiner Karriere im Erwachsenenbereich für Åtvidabergs FF. Vor der Spielzeit 1984 wechselte er zum Aufsteiger Kalmar FF in die Allsvenskan. Mit dem Klub, bei dem er mit dem Engländer Billy Lansdowne das Sturmduo bildete, erreichte er die Meisterschaftsendrunde, in der die Mannschaft im Viertelfinale an Hammarby IF scheiterte. Im folgenden Jahr belegte er mit der Mannschaft den zweiten Tabellenplatz der regulären Spielzeit, zu dem er zehn Saisontore beisteuerte. Damit krönte er sich zusammen mit seinem Sturmpartner Lansdowne und Sören Börjesson von Örgryte IS zum Torschützenkönig der schwedischen Eliteserie. In der Endrunde verlor die Mannschaft jedoch im Halbfinale gegen den späteren Meister Örgryte IS, ehe sie im folgenden Jahr nicht an den Erfolg anknüpfen konnte und in die zweitklassige Division 1 abstieg.
Karlsson verließ nach dem Abstieg den Verein und wechselte zu Örgryte IS. Beim Göteborger Klub zeigte er zwar weiterhin seine Torgefahr und schoss 30 Tore in drei Jahren, einzig in der Spielzeit 1988 gelang der Einzug in die Meisterschaftsendrunde, in der die Mannschaft zum Auftakt am späteren Meister Malmö FF scheiterte. Daraufhin kehrte er ab der Spielzeit 1990 zum zweitklassig antretenden Kalmar FF zurück und lief für die Mannschaft bis 1995 mit einer kurzen Unterbrechung in der Winterpause 1992/93 auf, als er kurzzeitig für den portugiesischen Klub União Leiria auf Torejagd ging.
Später wurde Karlsson Jugendtrainer bei Kalmar FF.